# Tasovice
Tasovice – wieś gminna na Morawach, 8 km na wschód-południowy wschód od Znojma, w kraju południowomorawskim, na lewym brzegu Dyi, 10 km od granicy państwowej z Austrią. Według danych z dnia 1 stycznia 2013 liczyła 1 260 mieszkańców.

## Historia
Pierwsza wzmianka o miejscowości pochodzi z 1234. Miejscowa parafia bywała letnią rezydencją opata premonstratensów ze znojemskiego klasztoru Louka. 26 grudnia 1751 urodził się Jan Dvorzak, późniejszy św. Klemens Maria Hofbauer

## Zabytki
- Kościół farny Wniebowzięcia NMP, barokowy, z 2. połowy XVIII w., z wyraźnie dominującą nad okolicą wysoką wieżą, zwieńczoną cebulastym hełmem.
- Kościół św. Klemensa Marii Hofbauera, z 1933, wybudowany w miejscu rodzinnego domu Świętego.
- Kolumna maryjna, z 1736, z Matką Bożą i poniżej, ze św. Sebastianem i św. Janem Nepomucenem.

## Klasztor oo. redemptorystów
Redemptoryści są tu obecni od 1929. Przyczynili się do wybudowania kościoła parafialnego na miejscu domu rodzinnego św. Klemensa Marii Hofbauera. Klasztor wybudowali dopiero w 1994.